# Артур Таггарт
Артур Фей Таггарт (Arthur Fay Taggart)  (* 1884 — † 1959) — американський вчений-геолог та гірничий інженер, фахівець в галузі збагачення корисних копалин; автор фундаментальних праць з мінералогії.

## Стисла біографія
На початку своєї гірничої кар'єри працював хіміком-лаборантом, маркшейдером, пробовідбірником, оператором комбайну на різних шахтах в штатах Аризона і Невада.
У 1909 отримав ступінь бакалавра в Стенфордському університеті, тамож в 1910 диплом інженера.
У 1910–1911 роках працював на рудниках в Болівії.
У 1911–1919 роках викладав у Шеффілдській школі наук (Sheffield Scientific School) при Єльському університеті (шт. Коннектикут), спочатку на посаді інструктора, а потім доцента.
В 1913–1914 стажувався с Массачусетському технолгічному інституті.
З 1919 р. — професор, голова кафедри мінеральної інженерії в Гірничій школі Колумбійського університету (Columbia School of Mines) в Нью-Йорку.
В 1951 р. пішов у відставку.

## Науковий доробок
На початку кар'єри Артура Таггарта рудознавство було значною мірою сукупністю неузгоджених емпіричних фактів. Після себе А.Таггарт залишив цей фах, як систематизовану галузь технічних наук.
Артуру Таггарту належить ряд фундаментальних праць у галузі збагачення корисних копалин.
Зокрема він висунув «хімічну теорію флотації», вивчав питання взаємодії реагентів та мінералів.
Обидва видання (1927, 1945) його підручника вважаються «Біблією мінералогії».

## Праці (вібірково)
- Arthur F. Taggart. The work of crushing. — Philadelphia, American In-t of Mining Engineers, 1914. −161 p.
- Arthur F. Taggart. A manual of flotation processes. — New York, John Wiley & Sons, 1921. −181 p.
- Arthur F. Taggart. Handbook of ore dressing. — New York, J. Wiley & Sons/ London, Chapman & Hall, 1927. −1679 p. (incl. illus., tables, diagrs.) 20 cm.
- Arthur F. Taggart. Handbook of Mineral Dressing. — N. Y., John Wiley & Sons Inc, 1945. −1905 p. 21,8 cm. ISBN 0471843482
- Arthur F. Taggart. Elements of ore dressing. — N. Y., Wiley, 1951. −595 p.